# 小倉駅前郵便局

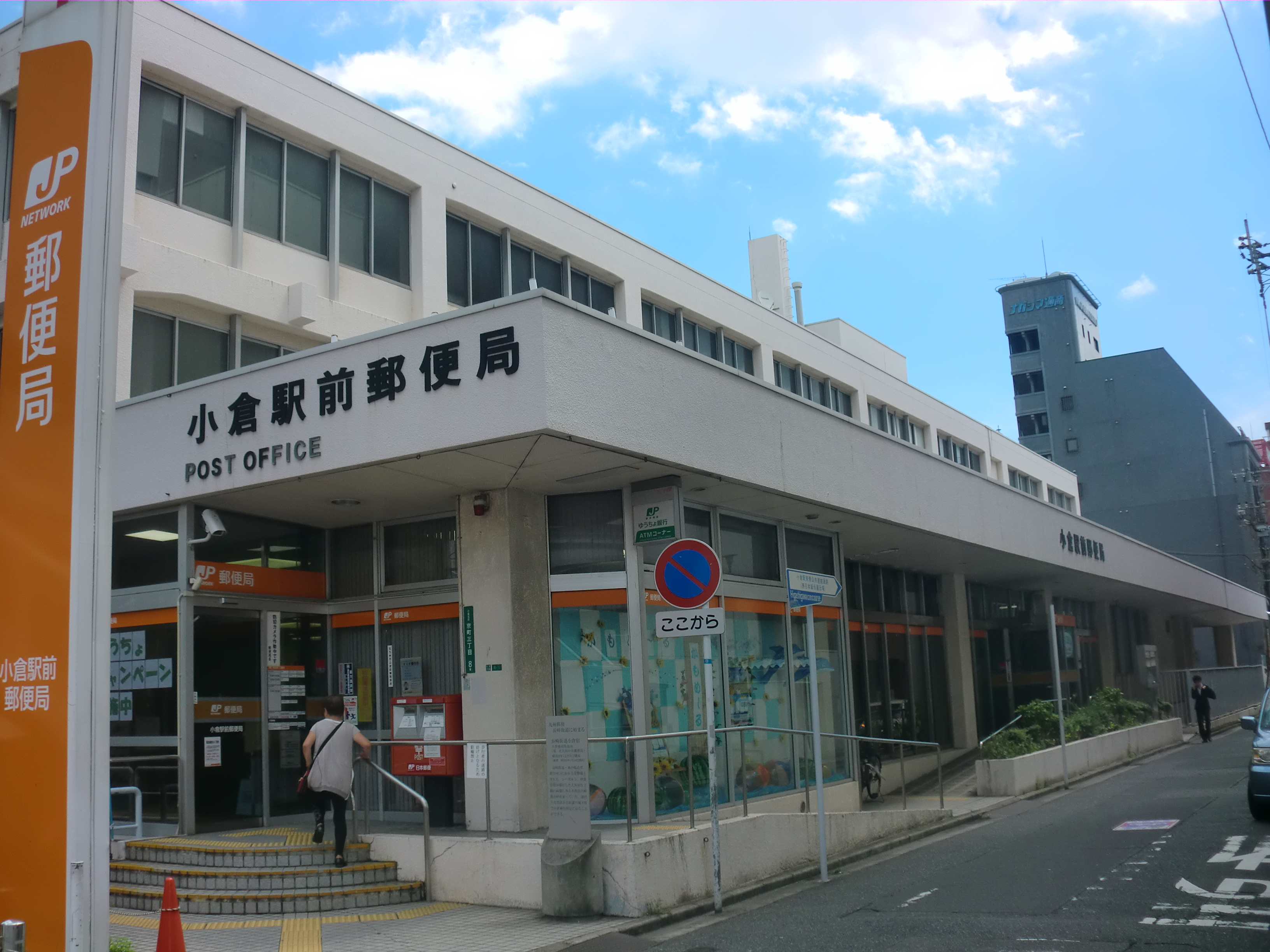
2016年3月6日以前の局舎

小倉駅前郵便局（こくらえきまえゆうびんきょく）は、福岡県北九州市小倉北区にある郵便局である。民営化前の分類では無集配特定郵便局であった。

## 概要
住所：〒802-0002 福岡県北九州市小倉北区京町3-7-1
1999年（平成11年）6月まで、北九州市小倉北区京町のJR小倉駅前には北九州中央郵便局が設置されていたが、北九州地区の郵便物地域区分・継送体制の再編のため、同年6月28日付で同局が小倉北区萩崎町2-1の新局舎に移転した。この際、小倉駅周辺地区の利便性を維持する観点から、同日付で北九州中央局の旧局舎を活用し無集配特定郵便局として当局が開設されることとなった。
当局の敷地を含む周辺地域を対象とした小倉駅南口東地区市街地再開発事業により、24階建ての複合ビルを建設する計画があり、これに伴い2016年（平成28年）3月7日に小倉駅新幹線口側の小倉エキナカひまわりプラザ1階（北九州市小倉北区浅野1-1）へ移転した。なお、移転により「駅前」から「駅内」になったが、仮局舎であるため局名は変更されていない。
その後、2019年（令和元年）9月4日に、旧局舎跡などに建設が進められていた再開発ビル「ガーデンシティ小倉」が完成し、その1階に9月17日付で再移転した。同年10月15日には北九州中央局からかんぽ生命保険北九州支店がガーデンシティ小倉に移転した。

## 沿革
- 1999年（平成11年）6月28日 - 北九州中央郵便局の移転に伴い、旧局舎を活用して開設[2]。
- 2007年（平成19年）10月1日 - 民営化。
- 2012年（平成24年）10月1日 - 日本郵便株式会社発足。
- 2016年（平成28年）3月7日 - 小倉エキナカひまわりプラザ1階（北九州市小倉北区浅野1-1）へ移転[4]。
- 2019年（令和元年）9月17日 - ガーデンシティ小倉1階（北九州市小倉北区京町3-7-1）へ移転[6]。
- 2019年（令和元年）10月15日 - 北九州中央郵便局からかんぽ生命保険北九州支店がガーデンシティ小倉へ移転[7]。

## 取扱内容
集配業務は行わず、窓口業務のみ行う。
- 郵便、印紙、ゆうパック、内容証明
- 貯金、為替、振替、振込、国債
- ゆうちょ銀行ATM
- 生命保険、バイク自賠責保険、自動車保険、がん保険、引受条件緩和型医療保険（いずれも個人向け）

## 周辺
- 小倉駅ビル
- 小倉駅バスセンター
- コレット
- 小倉中央商店街
- 魚町銀天街
- 北九州銀行本店
- 西日本総合展示場
- 北九州国際会議場
- アジア太平洋インポートマート(AIM)

## アクセス
- JR小倉駅小倉城口から徒歩約2分